# Stylizace

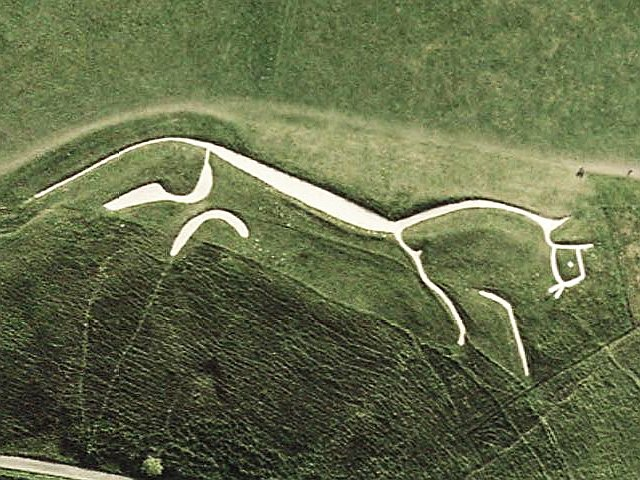
Bílý kůň z Uffingtonu (satelitní snímek NASA)

Stylizace je osobitý způsob zjednodušeného zobrazení osoby nebo předmětu, v němž se naopak zdůrazňují jeho charakteristické rysy.

## V umění
Ve výtvarném umění je charakteristická pro primitivní a archaické umění, pro umění raného středověku, ale také pro secesi nebo symbolismus. Stylizací vznikly náboženské symboly, ornamenty, heraldická znamení, nejstarší tvary písmen i moderní piktogramy.
Herecký projev je také osobitou stylizací divadelní postavy a člověk se může stylizovat do charakteristické podoby postojem, gesty nebo oblečením.
V literatuře: Nářečí přizpůsobené potřebám umělecké literatury je tzv. stylizované nářečí. (Stylizované nářečí je třeba odlišovat od nářečí skutečného.)

## Galerie

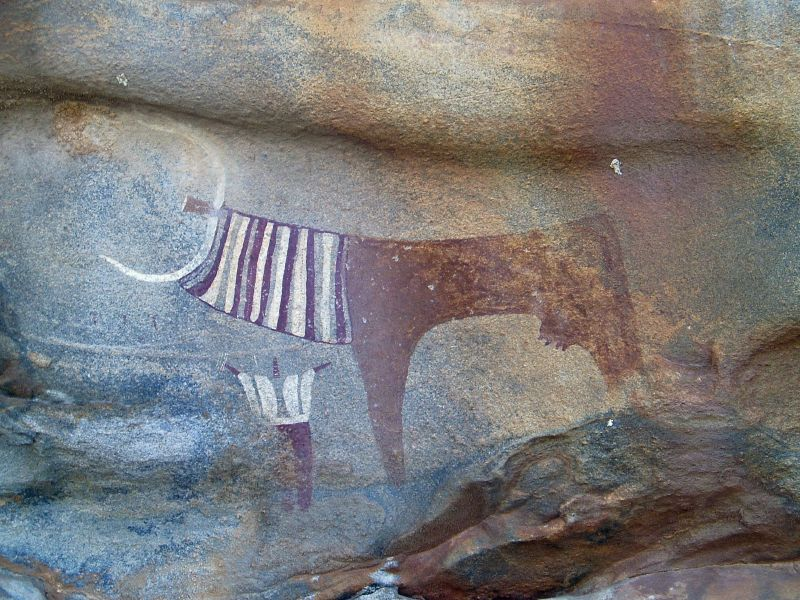
Kráva a člověk z Laas Geel
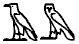
Sup a sova – hieroglyfy
Heraldická lilie
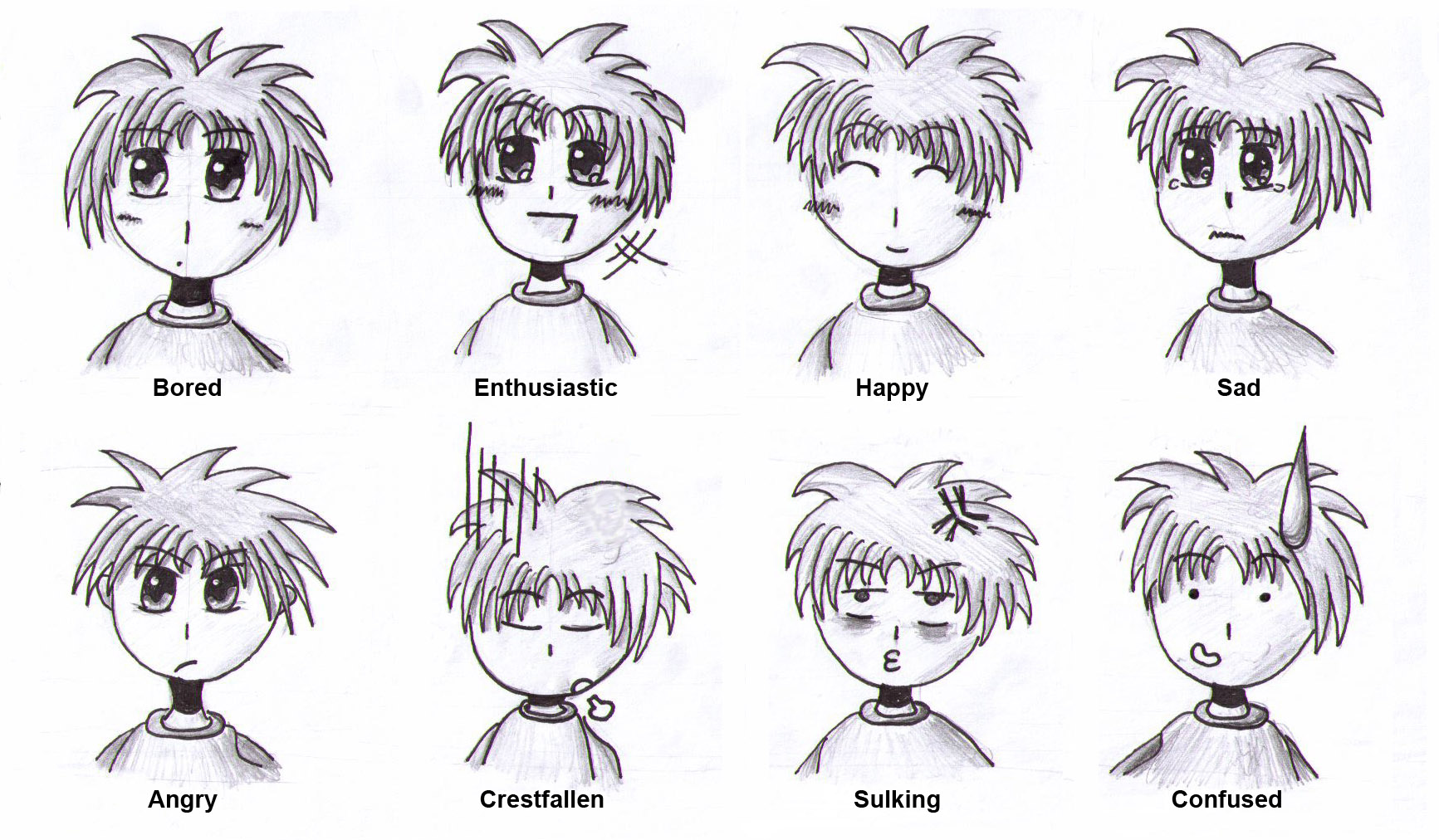
Manga vyjadřuje různé emoce